# زیردریایی یو-۲۲ (۱۹۳۶)

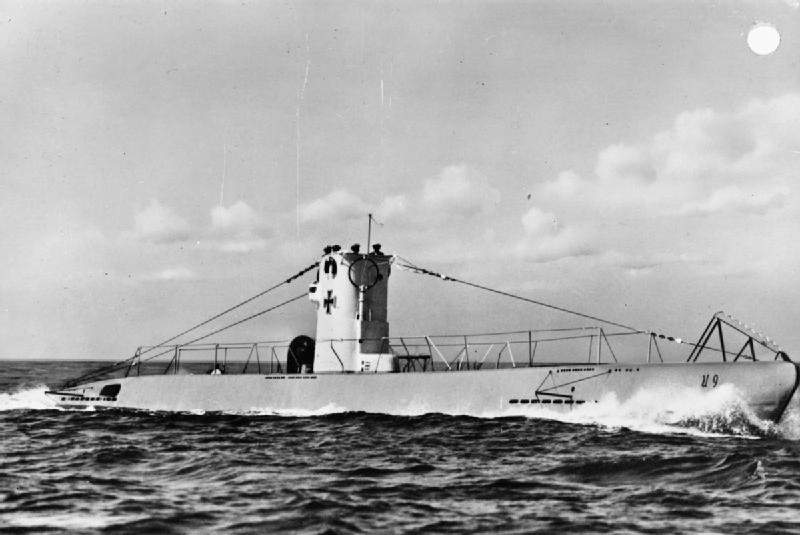
زیردریایی یو-۲۲ (۱۹۳۶)

زیردریایی یو-۲۲ (۱۹۳۶) (به انگلیسی: German submarine U-22 (1936)) یک زیردریایی است که طول آن ۴۲٫۷۰ متر (۱۴۰ فوت ۱ اینچ) می‌باشد. این زیردریایی در سال ۱۹۳۶ ساخته شد.